# Batist

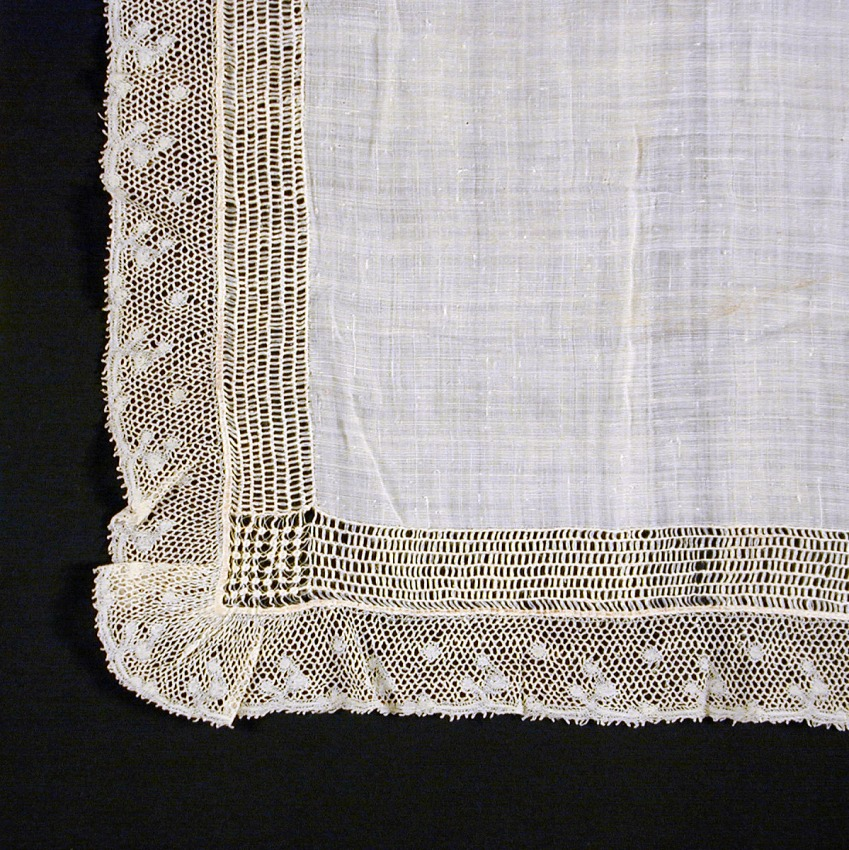
Kapesník ze lněného batistu, 19. století (Los Angeles County Museum of Art)

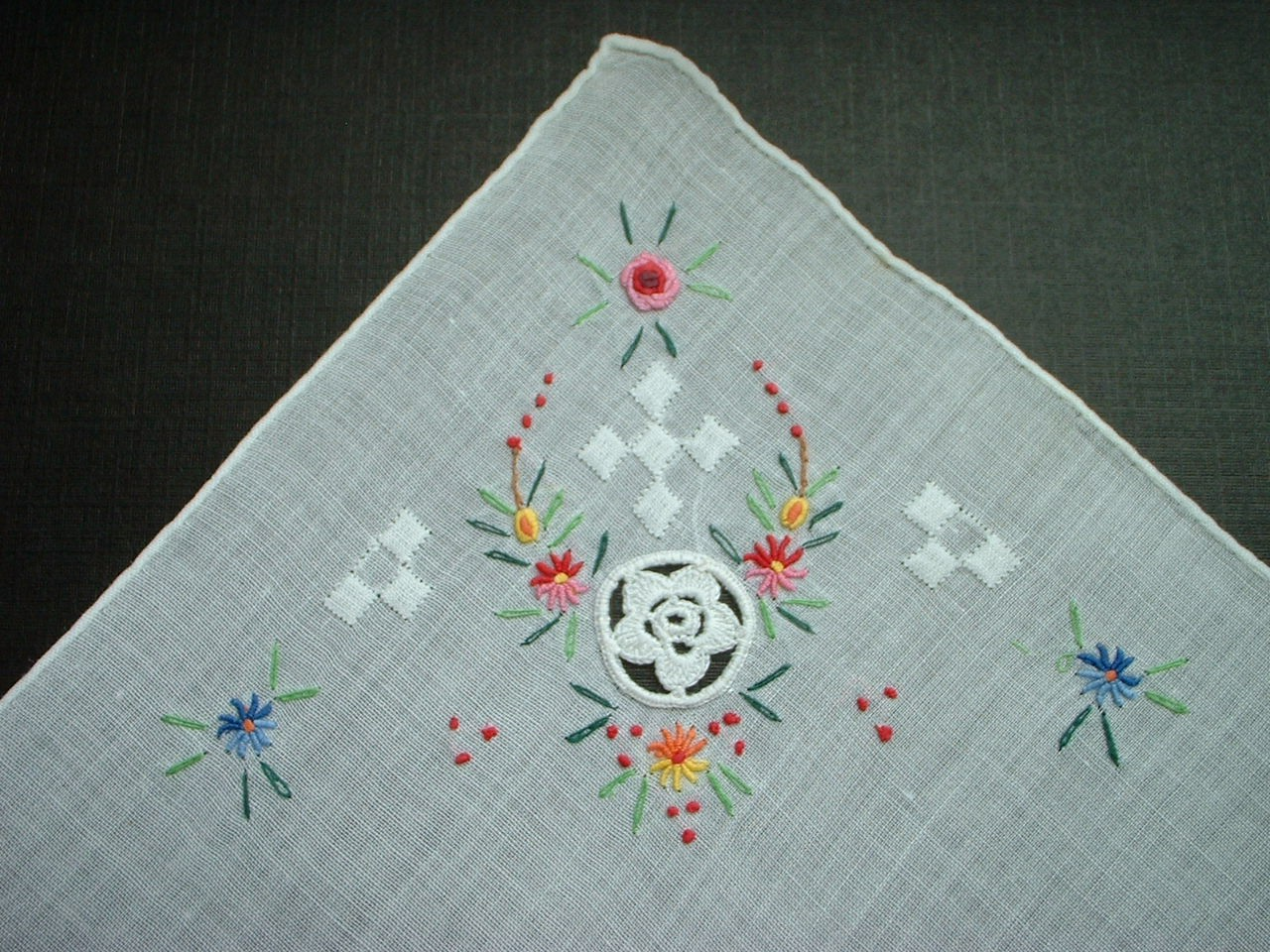
Výšivky na bavlněném batistu

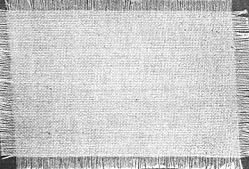
Krystalin, batist asi z roku 1925 (osnova 14 tex x 2, útek 9 tex x 2)

Batist je tkanina z jemné bavlněné nebo viskózové příze (jemnější než 13 tex) v plátnové vazbě.
Tkanina se obvykle bělí nebo pestře potiskuje. Častá je také nemačkavá, tzv. opalizační úprava (mercerování, bělení, krátkodobé namáčení v kyselině sírové, praní a namáčení v sodném louhu), kterou se tkanina zprůhlední.
Z několika druhů batistu je známý např.
- Skelný batist – průsvitná tkanina, závojovitá nebo matně skelná [4]
- Lněný batist – z jemné lněné nebo viskózové příze
- Hedvábný batist – původně z přírodního hedvábí, často ale z jemné bavlněné příze s 40-46 osnovními a 30-40 útkovými nitěmi na centimetr. [5]
- Švýcarský batist – ze směsi přírodních a syntetických vláken
- Batist-lappet – lehká brožovaná tkanina
- Krystalin – mercerovaná, porézní, lesklá tkanina z velmi jemné skané bavlněné příze[6]

Původ názvu batist se odvozuje buďto z indického baftas = bílý kartoun nebo od jména francouzského tkalce Baptiste z Cambrai, který začal kolem roku 1300 s výrobou tohoto druhu zboží.

## Použití batistu
Nejčastěji na kapesníky, šatovky, posteloviny a podklad na výšivky